# Korsør Station (1907-1997)
Korsør Station var fra 1907 til 1997 en jernbanestation beliggende ved havnen i Korsør. Korsør havde fået jernbaneforbindelse med København allerede i 1856 (kongerigets næstældste jernbanestrækning). I 1904—06 blev opført en ny station nord for havneindløbet ved de store færgelejer. Stationen ved det gamle jernbanefærgeleje blev nedlagt i 1997 i forbindelse med åbningen af Storebæltsforbindelsens jernbanedel, hvor der blev åbnet en ny station i den nordlige del af byen.

## Arkitektur
Stationen var tegnet af arkitekt Heinrich Wenck. Bygningen fik en markant udformning i to etager med tagetagen som mansardtag og partier udført som risalitter. Bygningens karakteristiske knæk var betinget af de stedlige forhold. Bygningen blev fredet i 1992.